# Cierva C.2
El Cierva C.2 fue un autogiro experimental construido por el ingeniero español Juan de la Cierva y Codorníu en España entre 1921 y 1922. 

## Diseño y desarrollo
Tras el fallido intento del C.1 del año anterior, Juan de la Cierva comenzó a diseñarlo de nuevo, usando esta vez el fuselaje de un biplano Hanriot sobre el que situó un único rotor de tres palas. Los trabajos se vieron interrumpidos cuando Juan de la Cierva se quedó sin fondos para seguir trabajando sobre el aparato, por lo que no estuvo completado hasta 1922, después de que el siguiente diseño, el C.3, hubiera sido construido y probado. 
Se le dotó de un motor rotativo Le Rhône 9Ja de nueve cilindros y 110 hp.
Se sucedieron varios intentos de hacer volar al aparato, que finalizaron con la aeronave estrellada, por lo que la máquina tuvo que ser reconstruida en nueve ocasiones, aunque se consiguieron algunos saltos de unos dos metros, lo que apuntaba a la viabilidad del invento. La asimetría de la sustentación del rotor no se resolvió, por lo que finalmente fue abandonado.

## Especificaciones

### Características generales
- Tripulación: Uno (piloto)
- Diámetro rotor principal: 11,5 m (37,7 ft)
- Planta motriz: 1× motor rotativo de nueve cilindros refrigerado por aire Le Rhône 9Ja.
  - Potencia: 82 kW (113 HP; 112 CV)

## Aeronaves relacionadas

### Desarrollos relacionados
- Cierva C.1
- Cierva C.3

### Secuencias de designación
- Secuencia C._ (Interna de la compañía Cierva): C.1 - C.2 - C.3 - C.4 - C.5 →